# Surveyor 3

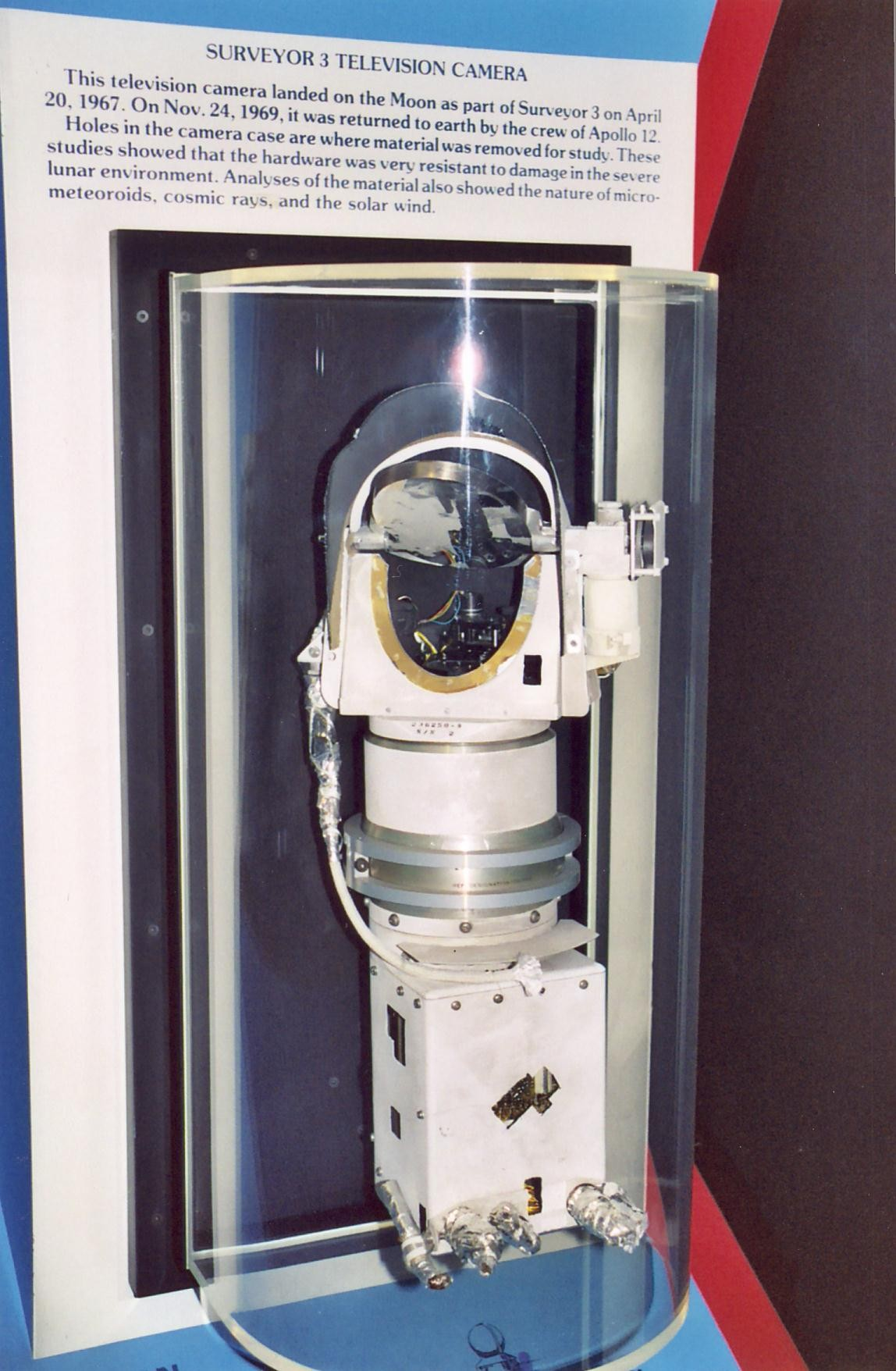
A câmera da Surveyor 3 trazida da Lua exposta em museu.

Surveyor 3 foi a terceira sonda não-tripulada do Programa Surveyor, que explorou a Lua no fim dos anos 60 do século XX. Lançada de Cabo Canaveral em 17 de abril de 1967, a sonda pousou três dias depois no Mare Cognitum, parte da região conhecida como Oceano das Tormentas (latim: Oceanus Procellarum).
Esta foi a primeira missão Surveyor em que a nave carregou uma pequena pá para recolher amostras do solo. A pá foi montada na ponta de um braço robótico elétrico, que a afundava no solo e a trazia até a frente da câmera de bordo, para exame visual dos cientistas na Terra.
A sonda operou até 3 de maio quando caiu a noite lunar no satélite, equivalente a 336 horas ou quatorze dias terrestres, sendo então desligada para preservação de suas baterias. Quando a manhã lunar chegou novamente após este período, a sonda não pôde ser reativada por controle remoto de Houston, perdendo sua utilidade.

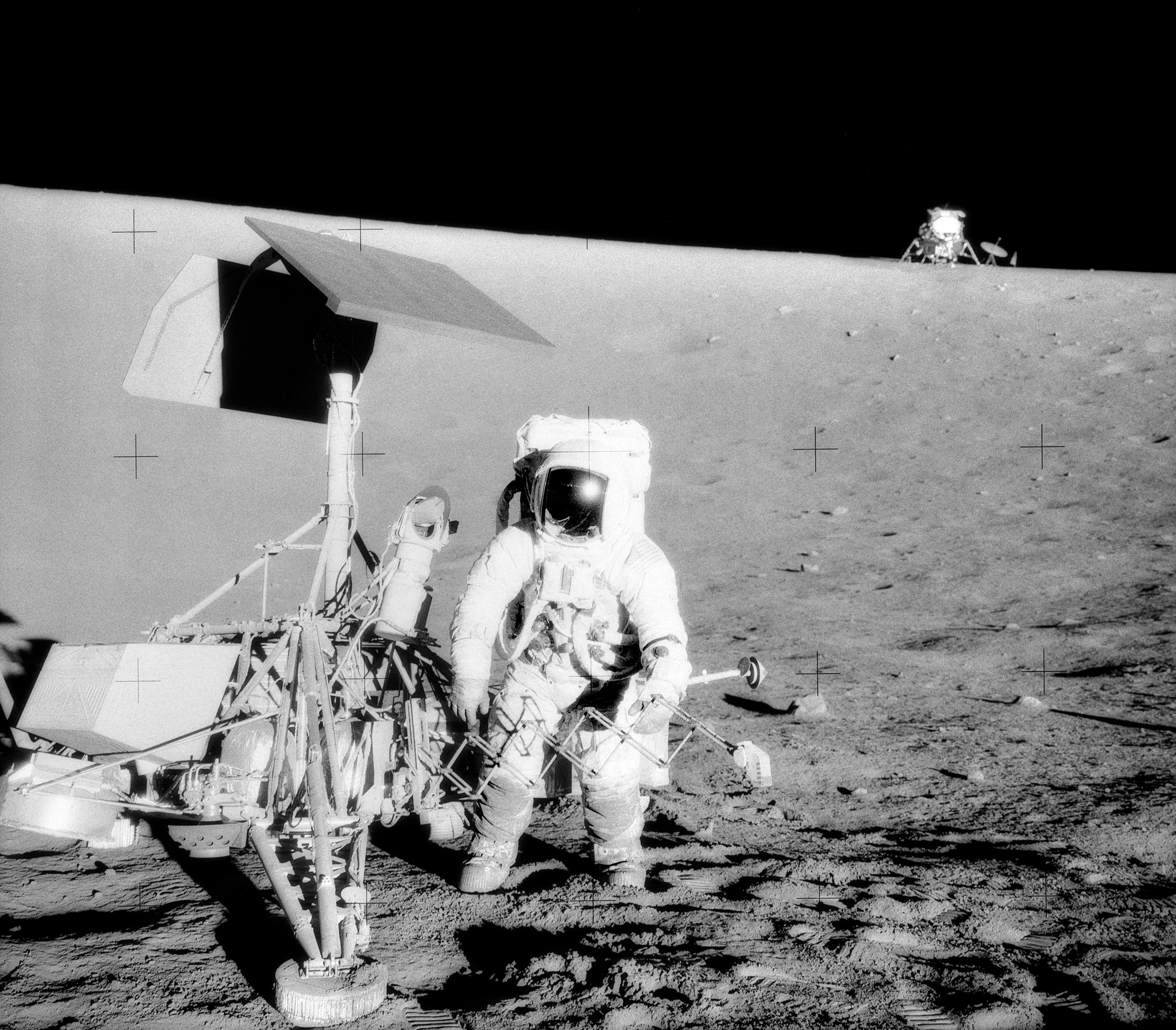
Alan Bean, piloto da Apollo 12, examina a Surveyor 3 no solo lunar. Ao fundo, o módulo Intrepid.

Dois anos depois, em novembro de 1969, a segunda missão a pousar na Lua, a Apollo 12, o fez há poucas centenas de metros do local de pouso da Surveyor 3. Uma das tarefas de seus astronautas, Charles Conrad e Alan Bean, era encontrar e explorar a sonda para avaliar o seu estado após dois anos de exposição de um artefato humano na superfície da Lua, e desmontar e recolher alguns de seus equipamentos e trazê-los de volta à Terra.
A sonda era basicamente composta de antenas OMNI, um câmera de TV, um painel solar, um motor com retrocesso que a permitia alunissar, um pequeno braço com uma pá na ponta, um compartimento eletrônico fechado numa caixa de ferro, um altímetro, tudo montado em cima de uma armação tripezóide, com patas fixas para pouso.